# How’s my driving

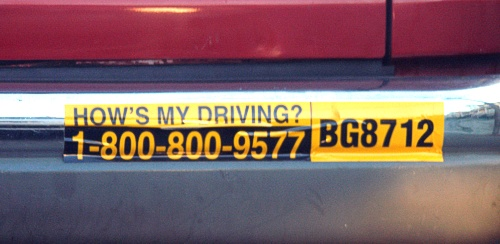
Typisches Aussehen eines Fahrstil-Feedback-Aufklebers in den USA

How’s my driving („Wie ist mein Fahrstil“) bezeichnet ein hauptsächlich im englischen Sprachraum verbreitetes Feedback-System der freiwilligen Selbstkontrolle im Straßenverkehr. 

## Prinzip
Gegen eine jährliche Gebühr können Halter von Kraftfahrzeugen einen Aufkleber mit der Aufschrift wie beispielsweise „How's my driving?“ an ihrem Fahrzeug anbringen. Die Aufschrift enthält eine Internet-Adresse oder eine Telefonnummer – meist eine für Anrufer kostenlose Hotline, bei der man Lob oder Kritik über den jeweiligen Fahrer äußern kann. Der von den Call-Center-Mitarbeitern erstellte Bericht wird dann unter Angabe von entsprechenden Details wie beispielsweise Art des Vorfalls, Straße, Ort und Kommentar an den jeweiligen Teilnehmer per Post oder E-Mail übermittelt.

## Geschichte und Nutzung
Seit 1980 wurde in Nordamerika und England ein entsprechendes Feedback-System für Firmenflotten eingeführt.  In den USA wird das System mittlerweile hauptsächlich von Eltern benutzt, die sichergehen möchten, dass ihre Kinder sicher im Straßenverkehr unterwegs sind. Andere Teilnehmer sind Firmen, die die Unfall- und Reparaturrate ihres Fuhrparks verringern möchten. Man findet entsprechende Aufkleber auf Lieferwagen, Fahrzeugen der öffentlichen Verwaltung und der Post, außerdem auf Feuerwehr- und Polizeiwagen. Senioren nutzen das System, um eine objektive Einschätzung ihrer Fahrleistung zu erhalten. Je nachdem, wie viele Beschwerden bei ihnen eingehen, können sie entscheiden, ob sie weiter am Straßenverkehr teilnehmen sollten. 
Im Jahr 2007 schlug Lior Strahilevitz, Professor an der Law School der University of Chicago vor, aufgrund der guten Ergebnisse bei Firmenflotten das System landesweit auch für Privatfahrzeuge einzusetzen.

## Wirkung
In den USA konnte das Unfallaufkommen der Teilnehmer eines solchen Systems um bis zu 53 Prozent reduziert werden. Das System wirkt in zwei Komponenten: Zum einen werden die Fahrer mit einem entsprechenden Aufkleber motiviert, umsichtiger zu fahren, da sie mit Beschwerden über ihren Fahrstil rechnen müssen. Auf der anderen Seite haben die Auftraggeber wie Firmenchefs oder Eltern durch die Rückmeldungen eine konkrete Handhabe, um den betreffenden Fahrer zur Rede zu stellen.